# Stan Kirsch
Stanley Benjamin Kirsch, född 15 juli 1968, död den 11 januari 2020 i New York, var en amerikansk skådespelare, manusförfattare och filmregissör. 
Hans gjorde sitt första arbete som skådespelare vid fyra års ålder i några reklamfilmer för Cambells. Kirsch var med i alla tretton avsnitten av TV-serien Riders in the Sky. 1992 var han med i såpoperan General Hospital men han fick sitt stora genombrott som Richie Ryan i TV-serien Highlander, en roll som han kom att spela till det sista avsnittet femte säsongen. Han gjorde sedan ett gästframträdande i seriens sista avsnitt.
Stan Kirschs debut som filmregissör, filmproducent kom med filmen Straight Eye: The Movie 2004. Han har gjort en del gästframträdanden i TV-serier till exempel På heder och samvete och Vänner.
Från 2000 arbetade han som handledare och privatlärare i skådespeleri mellan sina olika projekt. I januari 2004 utnämndes han till huvudlärare vid Lesly Kahn & Co Acting Studio i Los Angeles,

## Filmografi

### Film
- (1998) Shark in a Bottle
- (1998) Reason Thirteen (kortfilm)
- (2000) The Flunky
- (2004) Straight Eye: The Movie (skådespelare, manusförfattare, regissör)
- (2004) Shallow Ground
- (2005) Deep Rescue

### Television
- (1991) Riders in the Sky (13 avsnitt)
- (1992) The Streets of Beverly Hills (pilotavsnitt)
- (1992) "General Hospital"
- (1992–1997) Highlander (103 avsnitt)
- (1995) Vänner (1 avsnitt)
- (1996) Home Song
- (1996, 2001) På heder och samvete (2 avsnitt)
- (1998) The Sky's on Fire
- (1999) The Love Boat: The Next Wave (1 avsnitt)
- (2000) Family Law (1 avsnitt)
- (2002) First Monday (1 avsnitt)